# Danny Cooksey
Pour les articles homonymes, voir Cooksey.
Danny Cooksey est un acteur américain né le 2 novembre 1975 à Moore, Oklahoma (États-Unis).

## Filmographie

### Cinéma
- 1988 : Mac et moi (Mac and Me) : Jack Jr
- 1991 : Terminator 2 : Le Jugement dernier (Terminator 2: Judgment Day) : Tim
- 1992 : Mom and Dad Save the World de Greg Beeman : Alan Nelson
- 2006 : Stump the Band : Little Joe

### Télévision
- 1983 : Shérif, fais-moi peur (The Dukes of Hazzard) (série TV) (saison 6, épisode 7 "Sale temps pour les chiens"): Terry Lee
- 1984 - 1986 : Arnold et Willy ("Diff'rent Strokes") (série télévisée) : Sam McKinney
- 1985 : The Little Troll Prince (téléfilm) : Bu, the Little Troll Prince (voix)
- 1986 : Les Pitous (Pound Puppies) (série télévisée) : voix additionnelles (voix)
- 1986 : Mon petit poney ("My Little Pony and Friends") (série télévisée) : voix additionnelles (voix)
- 1986 : The Cavanaughs (série télévisée) : Kevin Cavanaugh
- 1986 : Noël dans la montagne magique (A Smoky Mountain Christmas) (téléfilm) : Kid
- 1986 : Mac Gyver (série télévisée) : Darin Cooper S2-E8
- 1987 : Quoi de neuf docteur ?  ( saison 3 épisode 10  This is your life (série télévisée)  : Ben Seaver
- 1987 : La Malédiction du loup-garou (Werewolf) (série télévisée) : Davey Harris
- 1988 : The Completely Mental Misadventures of Ed Grimley (série télévisée) : Wendell Malone (voix)
- 1989 : The Karate Kid (série télévisée) : voix additionnelles (voix)
- 1990 : Tom and Jerry Kids Show (série télévisée) : voix additionnelles (voix)
- 1991 : Salute Your Shorts (en) (série télévisée) : Robert 'Bobby' Budnick
- 1991 : Yo Yogi! (série télévisée) : Quick Draw McGraw (voix)
- 1992 : The Little Clowns of Happy Town (série télévisée) : voix additionnelles (voix)
- 1992 : The Plucky Duck Show (série télévisée) : Montana Max (voix)
- 1992 : The Little Mermaid (série télévisée) : Urchin (voix)
- 1992 : It's a Wonderful Tiny Toons Christmas Special (téléfilm) : Montana Max (voix)
- 1993 : Droopy: Master Detective (série télévisée) : voix additionnelles (voix)
- 1993 : The Further Adventures of SuperTed (série télévisée) : SuperTed (voix)
- 1993 : Le Prophète du mal (Prophet of Evil: The Ervil LeBaron Story) (téléfilm) : Isaac
- 1995 : Tiny Toon Adventures: Night Ghoulery (téléfilm) : Montana "Monty" Max (voix)
- 1996 : Teenage Confidential (téléfilm) : Jake
- 1997 : Les 101 Dalmatiens, la série (série télévisée) : Mooch (voix)
- 1997 : Pepper Ann (série télévisée) : Milo Kamalani (voix)
- 2000 : Static Choc (série télévisée) : Hotstreak
- 2001 - 2002 : What's with Andy? (série télévisée) : Lik (2001-2002) (voix)
- 2004 : Dave the Barbarian (série télévisée) : Dave the Barbarian (voix)
- 2017 : Hey Arnold!: The Jungle Movie (téléfilm) : L'Incrusté (voix)